# Legazpi (Espanha)
Legazpi é um município da Espanha na província de Guipúscoa, comunidade autónoma do País Basco, de área 41,84 km² com população de 8682 habitantes (2005) e densidade populacional de 206,94 hab/km².

## Demografia
| Variação demográfica do município entre 1991 e 2004 | Variação demográfica do município entre 1991 e 2004 | Variação demográfica do município entre 1991 e 2004 | Variação demográfica do município entre 1991 e 2004 |
| --------------------------------------------------- | --------------------------------------------------- | --------------------------------------------------- | --------------------------------------------------- |
| 1991                                                | 1996                                                | 2001                                                | 2004                                                |
| 9892                                                | 9278                                                | 8741                                                | 8673                                                |